# Atletica leggera ai Giochi della XXXI Olimpiade - Lancio del giavellotto femminile

Le immagini salienti della Finale

Il lancio del giavellotto ha fatto parte del programma femminile di atletica leggera ai Giochi della XXXI Olimpiade. La competizione si è svolta nei giorni 16 e 18 agosto allo Stadio Nilton Santos di Rio de Janeiro.

## Presenze ed assenze delle campionesse in carica
Per i campionati europei si considera l'edizione del 2014.
| Competizione             | Atleta            | Prestazione | Rio 2016   |
| ------------------------ | ----------------- | ----------- | ---------- |
| Olimpiadi 2012           | Barbora Špotáková | 69,55 m     | Presente   |
| Commonwealth 2014        | Kim Mickle        | 65,96 m     | Non qual.  |
| Europei 2014             | Barbora Špotáková | 64,41 m     | Presente   |
| Asiatici 2014            | Zhang Li          | 65,47 m     | Non selez. |
| Panamericani 2015        | Elizabeth Gleadle | 62,83 m     | Presente   |
| Mondiali 2015            | Katharina Molitor | 67,69 m     | Non selez. |
|                          |                   |             |            |
| Olimpiadi giovanili 2010 | Kateryna Derun    | 54,59 m     | Presente   |
| Mondiali junior 2012     | Sofi Flinck       | 61,40 m     | Assente    |

## La gara
Il miglior lancio di qualificazione è della polacca Maria Andrejczyk che stabilisce il record nazionale con 67,11 metri. La primatista mondiale, e campionessa uscente, Barbora Špotáková (Rep. Ceca), si qualifica con la seconda misura.

In finale parte bene Sunette Viljoen (Sudafrica) che al primo turno è l'unica a lanciare vicino ai 65 metri (64,92). Non riesce però a migliorarsi nei turni successivi. Va invece in progressione costante la giovane croata Sara Kolak (21 anni). Ecco la sua serie: 60,89 – 62,95 – 63,00 – 66,18 metri. Prima dei Giochi aveva un personale di 63,50 m.

La Viljoen è incapace di reagire e, anzi, deve guardarsi le spalle. 
Viene quasi raggiunta dalla Špotáková che, nonostante una gara al di sotto delle sue possibilità, agguanta il terzo posto. Il quinto turno è cruciale per l'assegnazione del bronzo: la céca lancia a 64,80 mentre la Andrejczyk si ferma a soli due cm (64,78) e rimane ai piedi del podio.
Sara Kolak ha battuto il record nazionale in qualificazione (64,30) e si è ulteriormente migliorata in finale.

## Risultati

### Qualificazione
Qualificazione: 63,00 m (Q) o le migliori 12 misure (q).
| Posizione | Gruppo | Nome                  | Nazionalità | Lanci | Lanci | Lanci | Risultato | Note |
| Posizione | Gruppo | Nome                  | Nazionalità | 1°    | 2°    | 3°    | Risultato | Note |
| --------- | ------ | --------------------- | ----------- | ----- | ----- | ----- | --------- | ---- |
| 1         | B      | Maria Andrejczyk      | Polonia     | 67,11 | –     | –     | 67,11     | Q    |
| 2         | B      | Barbora Špotáková     | Rep. Ceca   | 62,50 | 64,65 | –     | 64,65     | Q    |
| 3         | A      | Sara Kolak            | Croazia     | 55,68 | 55,86 | 64,30 | 64,30     | Q    |
| 4         | B      | Linda Stahl           | Germania    | 63,95 | –     | –     | 63,95     | Q    |
| 5         | A      | Tatsiana Khaladovich  | Bielorussia | 63,78 | –     | –     | 63,78     | Q    |
| 6         | A      | Sunette Viljoen       | Sudafrica   | 63,54 | –     | –     | 63,54     | Q    |
| 7         | A      | Lü Huihui             | Cina        | 63,28 | –     | –     | 63,28     | Q    |
| 8         | B      | Madara Palameika      | Lettonia    | 63,03 | –     | –     | 63,03     | Q    |
| 9         | A      | Flor Ruiz             | Colombia    | 62,32 | 59,89 | 59,99 | 62,32     | q    |
| 10        | A      | Christina Obergföll   | Germania    | 57,75 | 62,18 | n     | 62,18     | q    |
| 11        | A      | Christin Hussong      | Germania    | 56,19 | 55,58 | 62,17 | 62,17     | q    |
| 12        | B      | Kathryn Mitchell      | Australia   | n     | 60,05 | 61,63 | 61,63     | q    |
| 13        | B      | Kara Winger           | Stati Uniti | 61,02 | 57,34 | 60,54 | 61,02     |      |
| 14        | A      | Sinta Ozoliņa-Kovala  | Lettonia    | 60,92 | 58,08 | n     | 60,92     |      |
| 15        | B      | Li Lingwei            | Cina        | 60,91 | 59,30 | 57,87 | 60,91     |      |
| 16        | A      | Elizabeth Gleadle     | Canada      | 59,18 | 60,28 | 58,74 | 60,28     |      |
| 17        | B      | Kateryna Derun        | Ucraina     | 60,02 | 54,86 | n     | 60,02     |      |
| 18        | A      | Martina Ratej         | Slovenia    | 59,76 | 58,15 | n     | 59,76     |      |
| 19        | A      | Hanna Hatsko-Fedusova | Ucraina     | 58,90 | n     | 58,38 | 58,90     |      |
| 20        | B      | Liina Laasma          | Estonia     | 58,06 | 56,21 | 56,62 | 58,06     |      |
| 21        | B      | Yuki Ebihara          | Giappone    | 53,75 | 55,89 | 57,68 | 57,68     |      |
| 22        | A      | Kim Mickle            | Australia   | 57,20 | n     | 55,93 | 57,20     |      |
| 23        | A      | Liu Shiying           | Cina        | 57,16 | 55,60 | n     | 57,16     |      |
| 24        | B      | Mathilde Andraud      | Francia     | 56,61 | 56,01 | 56,13 | 56,61     |      |
| 25        | A      | Maggie Malone         | Stati Uniti | 56,47 | n     | 46,87 | 56,47     |      |
| 26        | B      | Tatsiana Korzh        | Bielorussia | 49,41 | 53,54 | 56,16 | 56,16     |      |
| 27        | A      | Brittany Borman       | Stati Uniti | 54,15 | 56,04 | 52,73 | 56,04     |      |
| 28        | B      | Kelsey-Lee Roberts    | Australia   | 44,75 | 55,04 | 55,25 | 55,25     |      |
| 29        | A      | Yulenmis Aguilar      | Cuba        | 54,84 | n     | 54,94 | 54,94     |      |
| 30        | B      | Ásdís Hjálmsdóttir    | Islanda     | n     | 54,92 | n     | 54,92     |      |
| 31        | B      | Sanni Utriainen       | Finlandia   | 53,42 | n     | 52,45 | 53,42     |      |

### Finale
| Record mondiale      | Barbora Špotáková | 72,28 m | Stoccarda | 13 settembre 2008 |
| Record olimpico      | Osleidys Menéndez | 71,53 m | Atene     | 27 agosto 2004    |
| Capolista stagionale | Barbora Špotáková | 80,26 m | Tábor     | 19 giugno 2016    |

Giovedì 18 agosto, ore 21:10.
| Pos.    | Atleta              | Età | Nazione     | Lanci | Lanci | Lanci | Lanci           | Lanci           | Lanci           | Misura | Note             |
| Pos.    | Atleta              | Età | Nazione     | 1°    | 2°    | 3°    | 4°              | 5°              | 6°              | Misura | Note             |
| ------- | ------------------- | --- | ----------- | ----- | ----- | ----- | --------------- | --------------- | --------------- | ------ | ---------------- |
| Oro     | Sara Kolak          | 21  | Croazia     | 60,89 | 62,95 | 63,00 | 66,18           | n               | 59,42           | 66,18  | Record nazionale |
| Argento | Sunette Viljoen     | 33  | Sudafrica   | 64,92 | 61,04 | n     | 63,00           | n               | n               | 64,92  |                  |
| Bronzo  | Barbora Špotáková   | 35  | Rep. Ceca   | 60,16 | 63,73 | n     | 61,25           | 64,80           | n               | 64,80  |                  |
| 4       | Maria Andrejczyk    | 20  | Polonia     | 61,92 | 59,25 | 60,23 | 59,31           | 64,78           | 63,69           | 64,78  |                  |
| 5       | Tat'jana Khaladovič | 25  | Bielorussia | 62,68 | 60,24 | 64,60 | 60,49           | 63,52           | 64,24           | 64,60  |                  |
| 6       | Kathryn Mitchell    | 34  | Australia   | n     | 64,36 | n     | n               | 62,20           | 63,02           | 64,36  |                  |
| 7       | Lü Huihui           | 27  | Cina        | 60,32 | 63,50 | 59,56 | 64,04           | n               | 56,96           | 64,04  |                  |
| 8       | Christina Obergföll | 35  | Germania    | 60,17 | 62,28 | n     | n               | n               | 62,92           | 62,92  |                  |
| 9       | Flor Ruiz           | 25  | Colombia    | 61,54 | 58,46 | 59,61 | Non qualificate | Non qualificate | Non qualificate | 61,54  |                  |
| 10      | Madara Palameika    | 29  | Lettonia    | n     | n     | 60,14 | Non qualificate | Non qualificate | Non qualificate | 60,14  |                  |
| 11      | Linda Stahl         | 31  | Germania    | 58,48 | n     | 59,71 | Non qualificate | Non qualificate | Non qualificate | 59,71  |                  |
| 12      | Christin Hussong    | 22  | Germania    | 54,99 | 54,47 | 57,70 | Non qualificate | Non qualificate | Non qualificate | 57,70  |                  |